# Rozdroże pod Zwaliskiem
 Rozdroże pod Zwaliskiem – przełęcz górska, położona na wysokości 995 m n.p.m. w południowo-zachodniej Polsce, w Górach Izerskich, w Sudetach Zachodnich.

## Położenie
Przełęcz położona jest w środkowo-wschodniej części Gór Izerskich, we wschodniej części Wysokiego Grzbietu, między wzniesieniem Zwalisko po zachodniej stronie a Wysokim Kamieniem po wschodniej stronie, około 2,2 km na południowy wschód od Rozdroża Izerskiego.

## Fizjografia
Rozdroże pod Zwaliskiem to szerokie siodło, płytko wcięte w hornfelsowe podłoże Wysokiego Grzbietu. Przełęcz jest mało widoczna w terenie, kształtem przypomina rozległe wgłębienie o stromych podejściach oraz łagodnych skrzydłach. Otoczenie przełęczy zajmuje dolnoreglowy las świerkowy. Na przełęczy znajduje się węzeł szlaków turystycznych i skrzyżowanie dróg leśnych.

## Inne
Przez przełęcz w przeszłości turyści konno lub w lektykach docierali ze starego schroniska na Rozdrożu Izerskim na Zwalisko.

## Turystyka
Przez rozdroże prowadzą szlaki turystyczne:
 – czerwony czerwony szlak im. M. Orłowicza ze Świeradowa-Zdroju
 – niebieski ze Szklarskiej Poręby przez Rozdroże pod Cichą Równią do Świeradowa-Zdroju i dalej
 – zielony z Rozdroża Izerskiego na Przełęcz Szklarską